# エドワード・ウェスターマーク
エドワード・ウェスターマーク（Edvard Alexander Westermarck、エドヴァルト・ヴェステルマルク、1862年11月20日 - 1939年9月3日）は、フィンランドの哲学者、人類学者である。スウェーデン語系フィンランド人。

## 人物
ヘルシンキ生まれ。ヘルシンキ大学、英国のロンドン・スクール・オブ・エコノミクスで教鞭を執った。
彼は族外婚と近親相姦のタブーについて研究し、家庭内で幼少期に一緒に育った子供たちが次第に性的感情を持つ事が少なくなっていく現象を発見した。これは現在ウェスターマーク効果と言われている。1936年トーマス・ハックスリー記念賞受賞。

## 主な邦訳著作
- 『人類婚姻史』、江守五夫訳、社会思想社、1970年。